# یوکوتا تاکاتوشی
یوکوتا تاکاتوشی (به ژاپنی: 横田 高松 Yokota Takatoshi)؛ (۱۴۸۷ – ۱۵۵۰) یک سامورایی در دوره سنگوکو و یکی از ۲۴ ژنرال تاکدا شینگن بود.